# Молчанов, Евгений Михайлович
Евге́ний Миха́йлович Молча́нов (20 декабря 1924, Жадовка, Ульяновская губерния — 6 июля 1943, Крутой Лог, Курская область) — рядовой, заместитель командира пулемётного отделения 223-го гвардейского стрелкового полка. Герой Советского Союза (1943 — посмертно).

## Биография
Родился 20 декабря 1924 года в селе Жадовка в семье крестьянина. Русский. Имел начальное образование.
В армии с 1942 года. На фронте с марта 1943 года. Рядовой. Заместитель командира пулемётного отделения 223-го гвардейского стрелкового полка (78-я гвардейская стрелковая дивизия, 7-я гвардейская армия, Воронежский фронт). В оборонительных боях на белгородско-курском направлении 6 июля 1943, отражая атаки противника, со своим расчётом уничтожил свыше взвода гитлеровцев. Был дважды ранен, но продолжал сражаться и гранатами подбил танк. Погиб в этом бою.
Звание Героя Советского Союза присвоено 1 ноября 1943 года посмертно.
Похоронен в селе Крутой Лог (Белгородский район ныне Белгородской области).

## Награды
- Медаль «Золотая Звезда» Героя Советского Союза;
- орден Ленина.

## Память
- В селе Крутой Лог Белгородского района Белгородской области Е. М. Молчанову установлен памятник.